# 이뢰
이뢰(李蕾) : 명종 16년(1561) ∼ 인조 26년(1648) 조선 중기 문신. 본관은 덕수(德水). 자는 회보(晦甫). 찰방(종6품). 조부는 증 좌의정 덕연부원군(德淵府院君) 이정(李貞)이며, 참판공 이희신(李羲臣)의 장자로 충무공 이순신(李舜臣)의 조카이다.

## 생애
- 명종 16년(1561) 태어나다.
- 찰방(종6품)을 지내다.
- 인조 26년(1648) 무자년 8월19일 향년 88세로 별세.
- 묘는 충남 아산시 음봉면 고룡산12-38 이충무묘소신도비 뒷편 어라산줄기 선영에 있다.
- 슬하에 4녀를 두었다.

## 평가
참판공 이희신(李羲臣)의 장자 이자 종손인 이뢰(李蕾)는 생몰년도와 찰방(종6품)을 지낸 것을 제외한 세부 관직 생활에 대한 기록은 알 수 없다.

## 가족 관계
- 증조부 : 이백록(李百祿), 선교랑 평시서 봉사
- 증조모 : 초계 변씨(草溪卞氏), 변성(卞誠)의 딸
  - 조부 : 증 좌의정 덕연부원군(德淵府院君) 이정(李貞, 1511~1583)
  - 조모 : 증 정경부인 초계 변씨(草溪卞氏, 1515~1597) - 변수림(卞守琳)의 딸 
    - 부 : 이희신(李羲臣, 1535~1587), 증 병조참판
    - 모 : 증 정부인 진주 강씨(晉州姜氏), 강세온(姜世溫)의 딸
      - 본인 : 이뢰(李蕾, 1561~1648), 찰방
      - 동생 : 이분(李芬, 1566~1619), 병조정랑
      - 제수 : 숙인 전주이씨(全州李氏), 이의남(李義男)의 딸
      - 동생 : 이번(李蕃, 1575~1668), 효릉참봉
      - 제수 : 전주이씨(全州李氏), 이여경(李餘慶)의 딸
        - 장자 : 이후성(李後晟)

      - 동생 : 이완(李莞, 1579~1627), 충신증자헌대부병조판서겸지의금부사행가선대부의주부윤의주진병마첨절제사(忠臣贈資憲大夫兵曹判書兼知義禁府事行嘉善大夫義州府尹義州鎭兵馬僉節制使), 시호 강민(剛愍), 정묘호란 전사
      - 제수 : 정부인(貞夫人) 파평윤씨(坡平尹氏)
        - 조카 : 이지연(李之衍, 生父  이봉(李菶))

    - 숙부 : 이요신(李堯臣, 1542~1580), 증 호조참판동의금부사
      -         - 종제 : 이봉(李菶, 1563~1650), 선무원종공신 2등, 경상도병마절도사겸 오위도청부 부총관, 평안도병마절도사, 포도대장, 삼척포첨사
        - 종제 : 이해(李荄, 1566~1645), 선무원종공신 2등, 훈련원주부

    - 숙부 : 이순신(李舜臣, 1545~1598), 효충장의적의협력선무공신 덕풍부원군(德豐府院君) 증(贈) 좌의정, 가증(加贈) 영의정, 시호 충무(忠武)
      -         - 종제 : 이회(李薈, 1567~1625) 선무1등공훈, 훈련원 첨정, 증 승정원 좌승지
        - 종제 : 이예(李䓲, 1571~1631) 형조정랑, 증 승정원 좌승지
        - 종제 : 이면(李葂, 1577~1597) 증 이조 참의, 정유재란시 왜군과 교전 중 전사
        - 종제 : 이훈(李薰, 1574~1624) 무과, 증 병조참의, 이괄의 난 진압 중 전사
        - 종제 : 이신(李藎, 미상~1627) 무과, 증 병조참의, 정묘호란시 종형제 이완과 함께 전사

    - 숙부 : 이우신(李禹臣, 미상), 참봉

## 문헌
李蕾 字晦甫 察訪 一五六一年明宗辛酉生▶一六四八年仁祖戊子八月十九日卒 享年八十八 ▶墓三巨里叅判公墓前子坐